# Schloss Jemniště

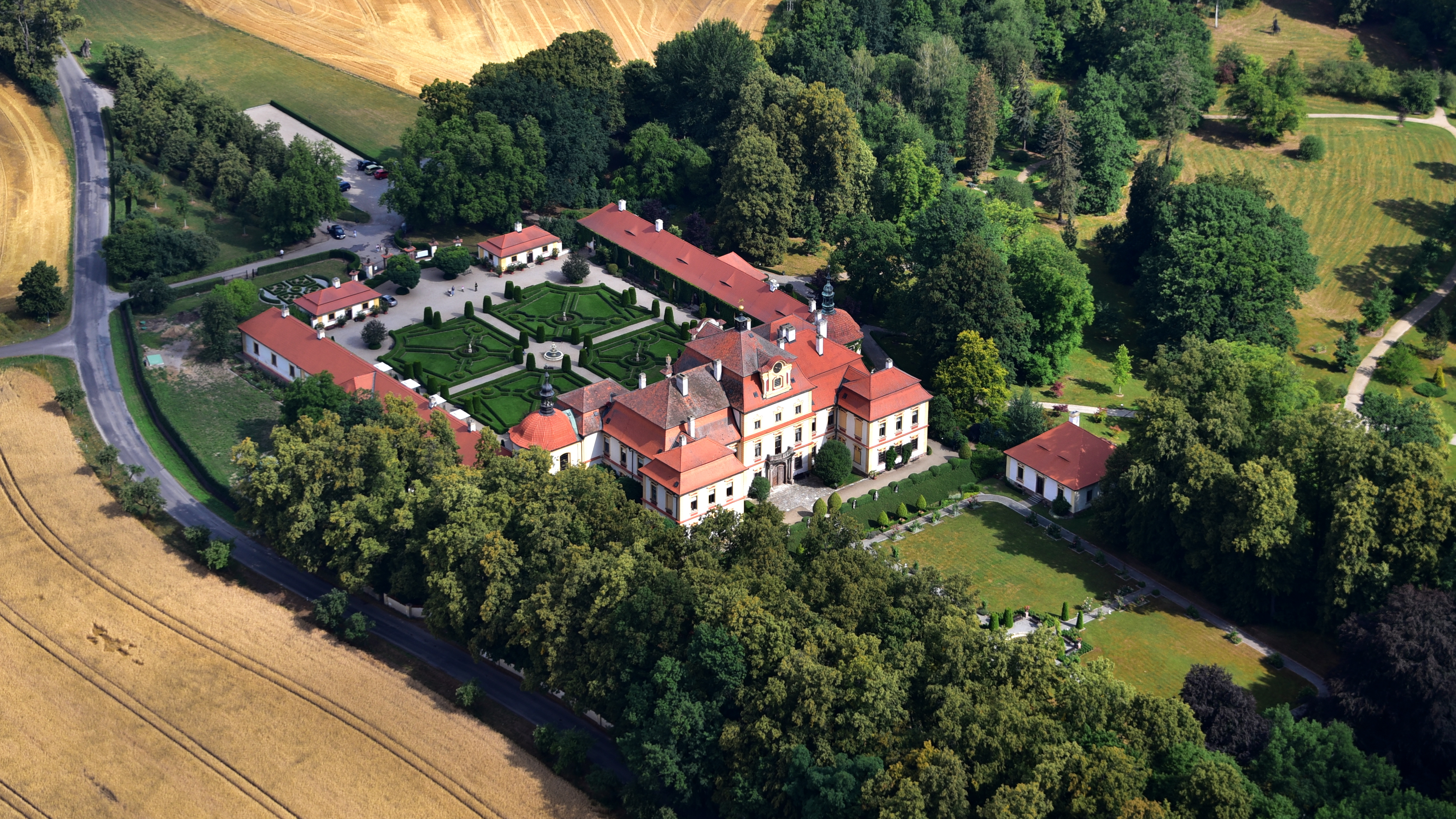
Schloss Jemniště, Luftaufnahme (2018)

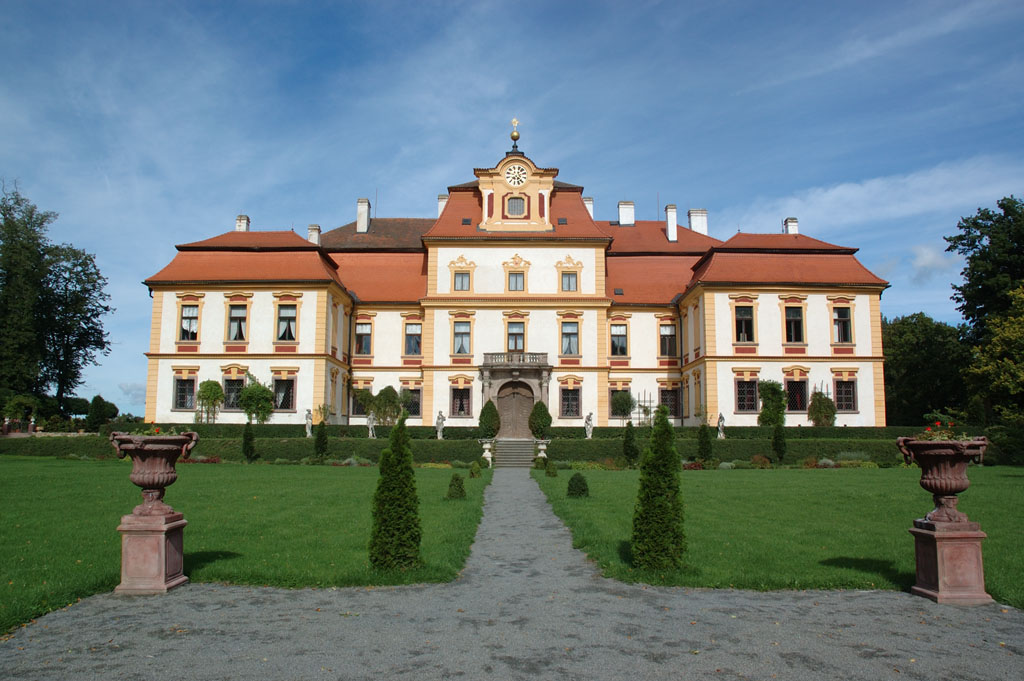
Gartenfassade des Schlosses

Schloss Jemniště (deutsch Schloss Jemnischt) steht in Postupice im Okres Benešov in Tschechien.

## Geschichte
Ein 1381 erstmals erwähntes Kastell gehörte damals den Herren von Cimburg. Als es nach mehrmaligen Besitzerwechseln den repräsentativen Pflichten nicht mehr genügte, wurde es ab dem 16./17. Jahrhundert zu Wohn- und Wirtschaftszwecken genutzt.
In der Nähe des Kastells ließ Franz Adam von Trauttmansdorff 1724 ein Barockschloss nach den Entwürfen des Prager Architekten Franz Maximilian Kaňka errichten, das ein französischer Garten umgab. Den Rokoko-Saal schmückt ein Deckenfresko aus dem Jahr 1754 mit der Darstellung des Olymps von Felix Anton Scheffler, der im selben Jahr auch das Deckengemälde der Heiligen Dreifaltigkeit in der Schlosskapelle schuf. Wenzel Lorenz Reiner schmückte den Chor mit der Szene Christi Himmelfahrt und allegorischen Darstellungen und Tugenden aus.
Graf Heinrich Franz von Rottenhan, in dessen Besitz das Schloss 1773 gelangte, ließ die Anlage teilweise im klassizistischen Stil restaurieren und einen Englischen Landschaftsgarten anlegen.
Die nächsten Besitzer waren die Familien Buquoy, Windischgrätz und ab 1868 die Familie Sternberg, die nach dem Zweiten Weltkrieg enteignet wurde. Die Schlossanlage ging in staatlichen Besitz über, gelangte aber 1995 zurück an die Familie.